# Бентон (Пенсилванија)
Бентон (енгл. Benton) град је у америчкој савезној држави Пенсилванија.

## Демографија
По попису из 2010. године број становника је 824, што је 131 (-13,7%) становника мање него 2000. године.
| Група             | 2000.       | 2010.       |
| Белци             | 951 (99,6%) | 805 (97,7%) |
| Афроамериканци    | 1 (0,1%)    | 2 (0,2%)    |
| Азијати           | 0 (0,0%)    | 4 (0,5%)    |
| Хиспаноамериканци | 1 (0,1%)    | 12 (1,5%)   |
| Укупно            | 955         | 824         |